# Meilleurs handballeurs de l'année en Suisse
Les meilleurs handballeurs de l'année en Suisse sont désignés chaque saison au cours d'une cérémonie annuelle de remise de récompenses à destination des acteurs du handball professionnel suisse et organisé par la Fédération suisse de handball depuis 2007.

## Meilleurs joueurs

### Meilleur joueur duchampionnat
| Année | Nat. | Age | Joueur                    | Equipe               |
| ----- | ---- | --- | ------------------------- | -------------------- |
| 2017  |      | 32  | Gábor Császár (2)         | Kadetten Schaffhouse |
| 2016  |      | 32  | Gábor Császár             | Kadetten Schaffhouse |
| 2015  |      | 33  | Marcel Hess               | Pfadi Winterthur     |
| 2014  |      | 25  | Lukas von Deschwanden (2) | Wacker Thoune        |
| 2013  |      | 24  | Lukas von Deschwanden (1) | Wacker Thoune        |
| 2012  |      | 29  | Jakub Szymanski           | Wacker Thoune        |
| 2011  |      | 29  | Peter Kukučka             | Kadetten Schaffhouse |
| 2010  |      | 29  | Manuel Liniger            | Kadetten Schaffhouse |
| 2009  |      | 25  | Andy Schmid (2)           | ZMC Amicitia Zürich  |
| 2008  |      | 24  | Andy Schmid (1)           | ZMC Amicitia Zürich  |
| 2007  |      | 32  | Dragan Jerkovic           | Kadetten Schaffhouse |

Précédemment, le Sud-coréen Kang Jae-won, qui a évolué en championnat de Suisse entre 1989 et 2002, aurait été élu meilleur joueur à 6 reprises[réf. souhaitée].

### Meilleur joueur suisse
| Année | Nat. | Age | Joueur          | Equipe             |
| ----- | ---- | --- | --------------- | ------------------ |
| 2018  |      | 35  | Andy Schmid (7) | Rhein-Neckar Löwen |
| 2017  |      | 34  | Andy Schmid (6) | Rhein-Neckar Löwen |
| 2016  |      | 33  | Andy Schmid (5) | Rhein-Neckar Löwen |
| 2015  |      | 32  | Andy Schmid (4) | Rhein-Neckar Löwen |
| 2014  |      | 31  | Andy Schmid (3) | Rhein-Neckar Löwen |
| 2013  |      | 30  | Andy Schmid (2) | Rhein-Neckar Löwen |
| 2012  |      | 29  | Andy Schmid (1) | Rhein-Neckar Löwen |

### Choix du public
| Année | Nat. | Age | Joueur            | Equipe           |
| ----- | ---- | --- | ----------------- | ---------------- |
| 2016  |      | 28  | Reto Friedli      | Wacker Thoune    |
| 2015  |      | 25  | Thomas Hofstetter | HC Kriens-Luzern |

### Meilleur gardien de but
| Année | Nat. | Age | Joueur                  | Equipe               |
| ----- | ---- | --- | ----------------------- | -------------------- |
| 2014  |      | 41  | Arunas Vaskevicius (3)  | ZMC Amicitia Zürich  |
| 2013  |      | 28  | Andreas Merz (2)        | Wacker Thoune        |
| 2012  |      | 27  | Andreas Merz (1)        | Wacker Thoune        |
| 2011  |      | 26  | Björgvin Gustavsson (2) | Kadetten Schaffhouse |
| 2010  |      | 25  | Björgvin Gustavsson (1) | Kadetten Schaffhouse |
| 2009  |      | 36  | Arunas Vaskevicius (2)  | ZMC Amicitia Zürich  |
| 2008  |      | 35  | Arunas Vaskevicius (1)  | ZMC Amicitia Zürich  |
| 2007  |      | 32  | Dragan Jerkovic         | Kadetten Schaffhouse |

### Meilleur buteur
Les meilleurs buteurs par saison sont
| Saison  | Nat. | Joueur                | Équipe                  | Buts | Moy. |
| ------- | ---- | --------------------- | ----------------------- | ---- | ---- |
| 2020/21 |      | Andrija Pendic (de)   | TSV St. Otmar St-Gall   | 226  | 8,1  |
| 2019/20 |      | Hleb Harbuz           | HC Kriens-Lucerne       | 163  | 6,8  |
| 2018/19 |      | Marvin Lier           | Pfadi Winterthur        | 233  | 6,9  |
| 2017/18 |      | Lukas von Deschwanden | Wacker Thoune           | 218  | 7,0  |
| 2016/17 |      | Gábor Császár         | Kadetten Schaffhouse    | 215  | 6,3  |
| 2015/16 |      | Lukas von Deschwanden | Wacker Thoune           | 221  | 6    |
| 2014/15 |      | Tomáš Babák           | TSV St. Otmar St-Gall   | 182  | 5,1  |
| 2013/14 |      | Julian Krieg          | Pfadi Winterthur        | 212  | 6,2  |
| 2012/13 |      | Lukas von Deschwanden | Wacker Thoune           | 199  | 5,5  |
| 2011/12 |      | Daniel Stahl          | TSV Fortitudo Gossau    | 238  | 7,4  |
| 2010/11 |      | Daniel Stahl          | TSV Fortitudo Gossau    | 255  | 8    |
| 2009/10 |      | Borna Franic          | TV Endingen             | 279  | 8,7  |
| 2008/09 |      | Mischa Kaufmann       | HC GS Stäfa             | 300  | 9,4  |
| 2007/08 |      | Chen Pomeranz         | HC Kriens-Lucerne       | 266  | 8,3  |
| 2006/07 |      | Alexander Mierzwa     | Pfadi Winterthur        | 249  | 7,5  |
| 2005/06 |      | Edin Bašić            | TV Suhr                 | 240  | 8,3  |
| 2004/05 |      | Edin Bašić            | TV Suhr                 | 261  | 8,4  |
| 2003/04 |      | Heiko Karrer          | RTV 1879 Bâle           | 240  | 8,6  |
| 2002/03 |      | Martin Friedli        | Wacker Thoune           | 236  | 7,2  |
| 2001/02 |      | Cho Chi-hyo           | Pfadi Winterthur        | 304  | 8,7  |
| 2000/01 |      | Cho Chi-hyo           | Pfadi Winterthur        | 187  | 6,7  |
| 1999/00 |      | Attila Kotorman       | Kadetten Schaffhouse    | 284  | 8,9  |
| 1998/99 |      | Attila Kotorman       | Kadetten Schaffhouse    | 246  | 7,9  |
| 1997/98 |      | Attila Kotorman       | Kadetten Schaffhouse    | 237  | 8,8  |
| 1996/97 |      | Kang Jae-won          | Pfadi Winterthur        | 256  | 8    |
| 1995/96 |      | Oystein Havang        | Grasshopper Club Zurich | 275  | 9,8  |
| 1994/95 |      | Aleksander Vuga       | Kadetten Schaffhouse    | 289  |      |
| 1993/94 |      | Marc Baumgartner      | BSV Berne               | 234  |      |
| 1992/93 |      | Goran Perkovac        | BSV Borba Lucerne       | 252  |      |
| 1991/92 |      | Marc Baumgartner      | BSV Berne               | 248  |      |
| 1990/91 |      | Goran Perkovac        | BSV Borba Lucerne       | 235  |      |
| 1989/90 |      | Goran Perkovac        | BSV Borba Lucerne       | 263  |      |
| 1988/89 |      | Martin Rubin          | BSV Berne               | 175  |      |
| 1987/88 |      | Alex Ebi              | RTV 1879 Bâle           | 196  |      |
| 1986/87 |      | Peter Jehle           | TSV St. Otmar St-Gall   | 190  |      |
| 1985/86 |      | Uwe Mall              | RTV 1879 Bâle           | 124  |      |
| 1984/85 |      | Weber                 | TV Zofingen             | 173  |      |
| 1983/84 |      | Roland Gassmann       | RTV 1879 Bâle           | 163  |      |
| 1982/83 |      | Peter Weber           | HC Gym Biel             | 180  |      |
| 1981/82 |      | Hans Huber            | TV Zofingen             | 188  |      |
| 1980/81 |      | Robert Jehle          | TSV St. Otmar St-Gall   | 131  |      |
| 1979/80 |      | Ernst Züllig          | Pfadi Winterthur        | 105  |      |
| 1978/79 |      | Robert Jehle          | TSV St. Otmar St-Gall   | 143  |      |
| 1977/78 |      | Robert Jehle          | TSV St. Otmar St-Gall   | 146  |      |
| 1976/77 |      | Robert Jehle          | TSV St. Otmar St-Gall   | 126  |      |
| 1975/76 |      | Robert Jehle          | TSV St. Otmar St-Gall   | 135  |      |
| 1974/75 |      | Graber                | GG Berne                | 91   |      |
| 1973/74 |      | Peter Notter          | TSV St. Otmar St-Gall   | 86   |      |
| 1972/73 |      | Robert Jehle          | TSV St. Otmar St-Gall   | 91   |      |
| 1971/72 |      | Dieter Knöri          | RTV 1879 Bâle           | 53   |      |
| 1970/71 |      | Peter Notter          | TSV St. Otmar St-Gall   | 71   |      |

En statistiques cumulées, les meilleurs buteurs sont :
| Rang | Joueur               | Buts | MJ  | Moy. |
| ---- | -------------------- | ---- | --- | ---- |
| 1    | Goran Perkovac       | 2637 | 359 | 7.3  |
| 2    | Kang Jae-won         | 2269 | 345 | 6.6  |
| 3    | Martin Rubin         | 2172 | 446 | 4.9  |
| 4    | Martin Friedli       | 2022 | 344 | 5.9  |
| 5    | Manuel Liniger       | 1912 | 369 | 5.2  |
| 6    | Marco Kurth          | 1885 | 397 | 4.7  |
| 7    | Robert Kostadinovich | 1866 | 344 | 5.4  |
| 8    | Edin Bašić           | 1807 | 261 | 6.9  |
| 9    | Marcel Hess          | 1787 | 550 | 3.2  |
| 10   | Cho Chi-hyo          | 1723 | 303 | 5.7  |

### Meilleur entraîneur
| Année | Nat. | Age | Entraîneur               | Equipe                        |
| ----- | ---- | --- | ------------------------ | ----------------------------- |
| 2016  |      | 52  | Martin Rubin (3)         | Wacker Thoune                 |
| 2015  |      | 40  | Michael Suter            | Fédération suisse de handball |
| 2014  |      | 38  | Adrian Brüngger          | Pfadi Winterthur              |
| 2013  |      | 49  | Martin Rubin (2)         | Wacker Thoune                 |
| 2012  |      | 48  | Martin Rubin (1)         | Wacker Thoune                 |
| 2011  |      | 39  | Petr Hrachovec (2)       | Kadetten Schaffhouse          |
| 2010  |      | 38  | Petr Hrachovec (1)       | Kadetten Schaffhouse          |
| 2009  |      | 36  | Robert Kostadinovich (2) | ZMC Amicitia Zürich           |
| 2008  |      | 35  | Robert Kostadinovich (1) | ZMC Amicitia Zürich           |
| 2007  |      | 45  | Goran Perkovac           | Kadetten Schaffhouse          |

### Meilleur joueur junior (U21)
| Année | Nat. | Age | Joueur             | Equipe             |
| ----- | ---- | --- | ------------------ | ------------------ |
| 2016  |      | 20  | Lenny Rubin        | Wacker Thoune      |
| 2015  |      | 20  | Ron Delhees        | GC Amicitia Zürich |
| 2014  |      | 19  | Pascal Vernier     | HC GS Stäfa        |
| 2013  |      | 19  | Luka Maros         | GC Amicitia Zürich |
| 2012  |      | 19  | Nikola Portner     | BSV Berne          |
| 2011  |      | 21  | Thomas Hofstetter  | HC Kriens-Luzern   |
| 2010  |      | 19  | Tobias Baumgartner | BSV Berne          |
| 2009  |      | 21  | Florian Goepfert   | RTV 1879 Bâle      |
| 2008  |      | 19  | Alen Milosevic     | BSV Berne          |
| 2007  |      | 21  | David Parolo       | TV Suhr            |

## Meilleures joueuses

### Meilleure joueuse duchampionnat
| Année | Nat. | Age | Joueuse          | Equipe                |
| ----- | ---- | --- | ---------------- | --------------------- |
| 2016  |      | 27  | Tamara Bösch     | LC Brühl              |
| 2015  |      | 27  | Rahel Furrer     | Spono Nottwil Lucerne |
| 2014  |      | 22  | Sibylle Scherer  | LK Zug                |
| 2013  |      | 26  | Azra Mustafoska  | LC Brühl              |
| 2012  |      | 26  | Silvia Häfliger  | Spono Nottwil Lucerne |
| 2011  |      | 27  | Manuela Brütsch  | LC Brühl              |
| 2010  |      | 26  | Miriam Eckenfels | LK Zug                |

### Meilleure joueuse suisse
| Année | Nat. | Age | Joueuse           | Equipe               |
| ----- | ---- | --- | ----------------- | -------------------- |
| 2016  |      | 32  | Karin Weigelt (2) | Vipers Kristiansand  |
| 2015  |      | 31  | Manuela Brütsch   | HSG Bad Wildungen    |
| 2014  |      | 30  | Karin Weigelt (1) | Frisch Auf Göppingen |
| 2013  |      | 28  | Nicole Dinkel (2) | Frisch Auf Göppingen |
| 2012  |      | 27  | Nicole Dinkel (1) | Frisch Auf Göppingen |

### Choix du public
| Année | Nat. | Age | Joueur            | Equipe          |
| ----- | ---- | --- | ----------------- | --------------- |
| 2016  |      | 17  | Catherine Csebits | SG ATV/KV Basel |
| 2015  |      | 27  | Annina Ganz       | RW Thoune       |

### Meilleure gardienne de but
| Année | Nat. | Age | Joueuse         | Equipe |
| ----- | ---- | --- | --------------- | ------ |
| 2014  |      | 25  | Laura Innes (2) | LK Zug |
| 2013  |      | 24  | Laura Innes (1) | LK Zug |

### Meilleure marqueuse
| Année | Nat. | Age | Joueuse                | Equipe                            | Buts |
| ----- | ---- | --- | ---------------------- | --------------------------------- | ---- |
| 2016  |      | 21  | Lisa Frey              | Spono Nottwil Lucerne             | 194  |
| 2015  |      | 23  | Sibylle Scherer        | LK Zug                            | 192  |
| 2014  |      | 31  | Soka Smitran           | TV Zofingen                       | 165  |
| 2013  |      | 26  | Azra Mustafoska (3)    | LC Brühl                          | 160  |
| 2012  |      | 25  | Azra Mustafoska (2)    | LC Brühl                          | 164  |
| 2011  |      | 24  | Jacqueline Hasler      | LK Zug                            |      |
| 2010  |      | 26  | Miriam Eckenfels       | LK Zug                            |      |
| 2009  |      | 22  | Azra Mustafoska (1)    | RW Thoune                         |      |
| 2008  |      | 35  | Monika Simova-Pozorova | TSV St. Otmar Saint-Gall Handball |      |
| 2007  |      | 29  | Gabriela Kottmann      | Spono Nottwil Lucerne             |      |

### Meilleur entraîneur
| Année | Nat. | Age | Entraîneur         | Equipe                |
| ----- | ---- | --- | ------------------ | --------------------- |
| 2016  |      | 31  | Werner Bösch       | LC Brühl              |
| 2015  |      | 61  | Urs Mühlethaler    | Spono Nottwil Lucerne |
| 2014  |      | 41  | Peter Bachmann     | RW Thoune             |
| 2013  |      | 49  | Damian Gwerder (2) | LK Zug                |
| 2011  |      | 47  | Vroni Keller       | LC Brühl              |
| 2010  |      | 47  | Damian Gwerder (1) | LK Zug                |

### Meilleure joueuse junior (U20)
| Année | Nat. | Age | Joueuse           | Equipe                |
| ----- | ---- | --- | ----------------- | --------------------- |
| 2016  |      | 18  | Xenia Hodel       | Spono Nottwil Lucerne |
| 2015  |      | 20  | Pascale Wyder (2) | TV Zofingen           |
| 2014  |      | 19  | Pascale Wyder (1) | TV Zofingen           |
| 2013  |      | 18  | Lisa Frey         | Spono Nottwil Lucerne |

## Meilleur handballeur de l'année IHF
Aucun Suisse n'a été élu meilleur handballeur mondial de l'année.